# Kotel
För andra betydelser, se Kotel (olika betydelser).
Kotel (bulgariska: Котел) är en ort i Bulgarien.   Den ligger i kommunen Obsjtina Kotel och regionen Sliven, i den centrala delen av landet, 260 km öster om huvudstaden Sofia. Kotel ligger 494 meter över havet och antalet invånare är 6 421.
Terrängen runt Kotel är huvudsakligen kuperad. Kotel ligger nere i en dal. Trakten är glest befolkad. Kotel är det största samhället i trakten. 